# Långbanita
La långbanita és un mineral de la classe dels silicats. Rep el seu nom de la localitat sueca de Långban, la seva localitat tipus.

## Característiques
La långbanita és un silicat de fórmula química Mn2+
4Mn3+
9Sb5+O16(SiO₄)₂. Va ser aprovada com a espècie vàlida per l'Associació Mineralògica Internacional l'any 1971. Cristal·litza en el sistema trigonal. La seva duresa a l'escala de Mohs és 6,5.
Segons la classificació de Nickel-Strunz, la långbanita pertany a «09.AG: Estructures de nesosilicats (tetraedres aïllats) amb anions addicionals; cations en coordinació > [6] +- [6]» juntament amb els següents minerals: abswurmbachita, braunita, neltnerita, braunita-II, malayaïta, titanita, vanadomalayaïta, natrotitanita, cerita-(Ce), cerita-(La), aluminocerita-(Ce), trimounsita-(Y), yftisita-(Y), sitinakita, kittatinnyita, natisita, paranatisita, törnebohmita-(Ce), törnebohmita-(La), kuliokita-(Y), chantalita, mozartita, vuagnatita, hatrurita, jasmundita, afwillita, bultfonteinita, zoltaiïta i tranquillityita.

## Formació i jaciments
Va ser descoberta a Långban, localitat del municipi de Filipstad, a Värmland, Suècia. També a Suècia ha estat descrita a Sjögruvan, al municipi de Hällefors, i a Mangruvan, al municipi de Lindesberg, tots dos indrets al comtat de Västmanland. També ha estat descrita a Noruega, Àustria, Suïssa i el Japó.